# Lagué mwen
Albums de Kassav
Love and kadance
(1979) Kassav n°3
(1981)
Lagué mwen est le deuxième album du groupe antillais Kassav sortie en 1980.

## Pistes
1. Kassav'
2. Lagué moin
3. Soleil
4. Ida
5. Zianm
6. Kakika
7. Kalagia
8. Roulé
9. He philippe !
10. Nouvel
11. Love and ka dance